# Euctenizidae
Euctenizidae zijn een familie van spinnen. De familie telt 7 geslachten met daarin 75 beschreven soorten.